# Rudawica
Rudawica (niem. Eisenberg) – wieś w Polsce położona w województwie lubuskim, w powiecie żagańskim, w gminie Żagań; leży na skraju Borów Dolnośląskich nad Kwisą. 
W latach 1975–1998 miejscowość administracyjnie należała do województwa zielonogórskiego.

## Historia
Bardzo stary ośrodek hutnictwa żelaza opartego na lokalnych złożach rudy darniowej. Najstarsza wzmianka o tutejszej kuźnicy pochodzi z 1431. W 1494 nazwa miejscowości została zapisana jako Eysenberge.

## Zabytki
Do wojewódzkiego rejestru zabytków wpisane są:
- kościół filialny pod wezwaniem Wniebowzięcia Najświętszej Maryi Panny, z XIV-XVIII wieku, gotycki. Wnętrze nakryte sklepieniem krzyżowo-gwiaździstym, wspartym na ustawionej centralnie kolumnie. W wyposażeniu późnogotycka chrzcielnica, renesansowy obraz Chrystusa w Gaju Oliwnym, późnorenesansowy chór z I poł. XVI w[3].
- plebania, z XVIII wieku.